# Discriminació institucional

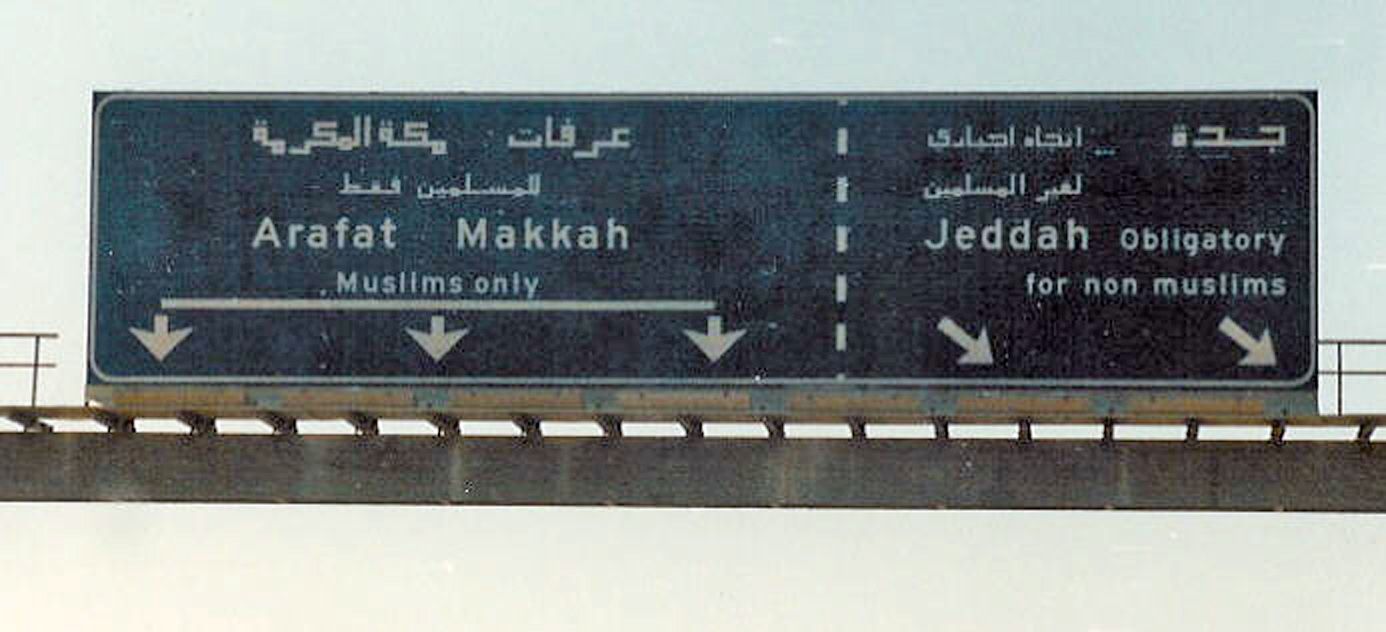
Les minories religioses a l'Aràbia Saudita no tenen els mateixos drets que els musulmans.

La discriminació institucionalitzada o discriminació institucional és el tracte injust i discriminatori d'un individu o grup per una societat i les seves institucions. Es tracta d'un biaix intencionat o involuntari basat en creences estereotipades (com ara sexistes o racistes) compartides per la majoria d'una societat.
Tal discriminació es codifica en els procediments administratius, polítiques, lleis o objectius de les pròpies institucions. Entre els efectes de la discriminació institucional hi ha majors índexs de suïcidi, de pobresa o d'accés a la salut entre la població afectada.